# Trương Cận Đông
Trương Cận Đông (giản thể: 张近东; phồn thể: 張近東; bính âm: Zhāng Jìndōng; sinh ngày 28 tháng 3 năm 1963) là tỷ phú Trung Quốc. Ông là một trong những người sáng lập và là cổ đông lớn nhất hiện tại của Suning.com, có trụ sở chính tại Nam Kinh, tỉnh Giang Tô. Ông cũng sở hữu 100% cổ phần của Suning Holdings Group, 65% cổ phần của Suning Real Estate cũng như 48,1% cổ phần của Suning Appliance Group là cổ đông lớn thứ hai. Công ty của ông cũng nắm giữ đa số cổ phần của gã khổng lồ bóng đá Ý Inter Milan.
Ông cũng là giám đốc điều hành và tổng giám đốc Suning Holdings Group, chủ tịch Suning.com, Đại biểu Quốc hội Trung Quốc khóa XIII nhiệm kỳ 2018-2023.

## Tiểu sử
Trương Cận Đông sinh ra ở Thiên Trường, tỉnh An Huy năm 1963. Ông tốt nghiệp khoa tiếng Trung Quốc tại Đại học Sư phạm Nam Kinh.
Trương Cận Đông cùng với anh trai là Trương Quế Bình mở một cửa hàng trên đường Ninh Hải góc đường Giang Tô ở Nam Kinh, bán điều hòa không khí và các sản phẩm có liên quan vào năm 1990. Thương hiệu Suning đến từ việc lựa chọn một từ mỗi từ Jiang-su (Giang Tô) và Ning-hai (Ninh Hải); các con đường được đặt tên theo thành phố và tỉnh cùng tên. Sau đó, Trương Quế Bình rời khỏi công việc kinh doanh và chuyển sang bất động sản, nay được gọi là Suning Universal. Tuy nhiên, Trương Cận Đông cũng bắt đầu sở hữu công ty bất động sản của mình là Suning Real Estate một thời gian sau đó.
Trương Cận Đông đã phát triển xa hơn nữa cửa hàng nhỏ của mình thành một tập đoàn kinh doanh khổng lồ - Tập đoàn Suning, chỉ trong vòng 15 năm. Ông cũng sáng lập và đồng sáng lập Suning Holdings Group và Suning Appliance Group tương ứng, như các phần không công khai của đế chế kinh doanh của mình, để Suning.com (được biết đến với tên Suning Commerce Group và các tên khác) là công ty niêm yết duy nhất. Trong danh sách người giàu Trung Quốc của Hurun Report năm 2013, Trương Cận Đông được xếp thứ 9 với 6,4 tỷ USD. Ông được xếp thứ 28 trong danh sách người giàu Trung Quốc năm 2015 của Forbes.
Ông cũng được bầu vào Ủy ban Toàn quốc Hội nghị Hiệp thương Chính trị Nhân dân Trung Quốc, một cơ quan chính phủ cấp cao. Ông từng là Đại biểu Đại hội đại biểu nhân dân tỉnh Giang Tô. Tháng 1 năm 2018, Trương Cận Đông được bầu làm Đại biểu Quốc hội Trung Quốc (Đại hội đại biểu Nhân dân toàn quốc) khóa XIII nhiệm kỳ 2018-2023.
Ngày 6 tháng 6 năm 2016, Trương Cận Đông, qua Công ty holding tư nhân Suning Holdings Group thuộc sở hữu của ông, ký một hợp đồng mua đa số cổ phần trong câu lạc bộ bóng đá Ý Inter Milan, bằng cách mua cổ phần hiện hữu và thông qua tái cấp vốn. Thỏa thuận mua bán được thông qua bởi đại hội cổ đông bất thường vào ngày 28 tháng 6 năm 2016, sau thỏa thuận này, Suning Holdings Group sở hữu 68,55% cổ phần.

## Đời tư
Trương Cận Đông là cha của Trương Khang Dương (Steven) là thành viên ban giám đốc Inter Milan; Trương Cận Đông không phải là một thành viên của ban. Đích thân Steven sở hữu 10% cổ phần trong Suning Real Estate, một trong những công ty nằm trong đế chế kinh doanh của cha anh.
Steven nhậm chức chủ tịch Inter Milan ngày 26 tháng 10 năm 2018.